# Merlettaia (Vermeer)
La Merlettaia è un dipinto a olio su tela riportata su tavola (23,9x20,5 cm) di Jan Vermeer, databile al 1669-1670 circa e conservato nel Museo del Louvre di Parigi. È firmato «IV Meer» in alto a destra, con lettere leggermente sbiadite.
Il soggetto è una fanciulla che, con molta attenzione, si dedica all'arte del ricamo. Gli interni che la circondano sono spogli e privi di dettagli, quasi a voler far risaltare la figura.

## Storia

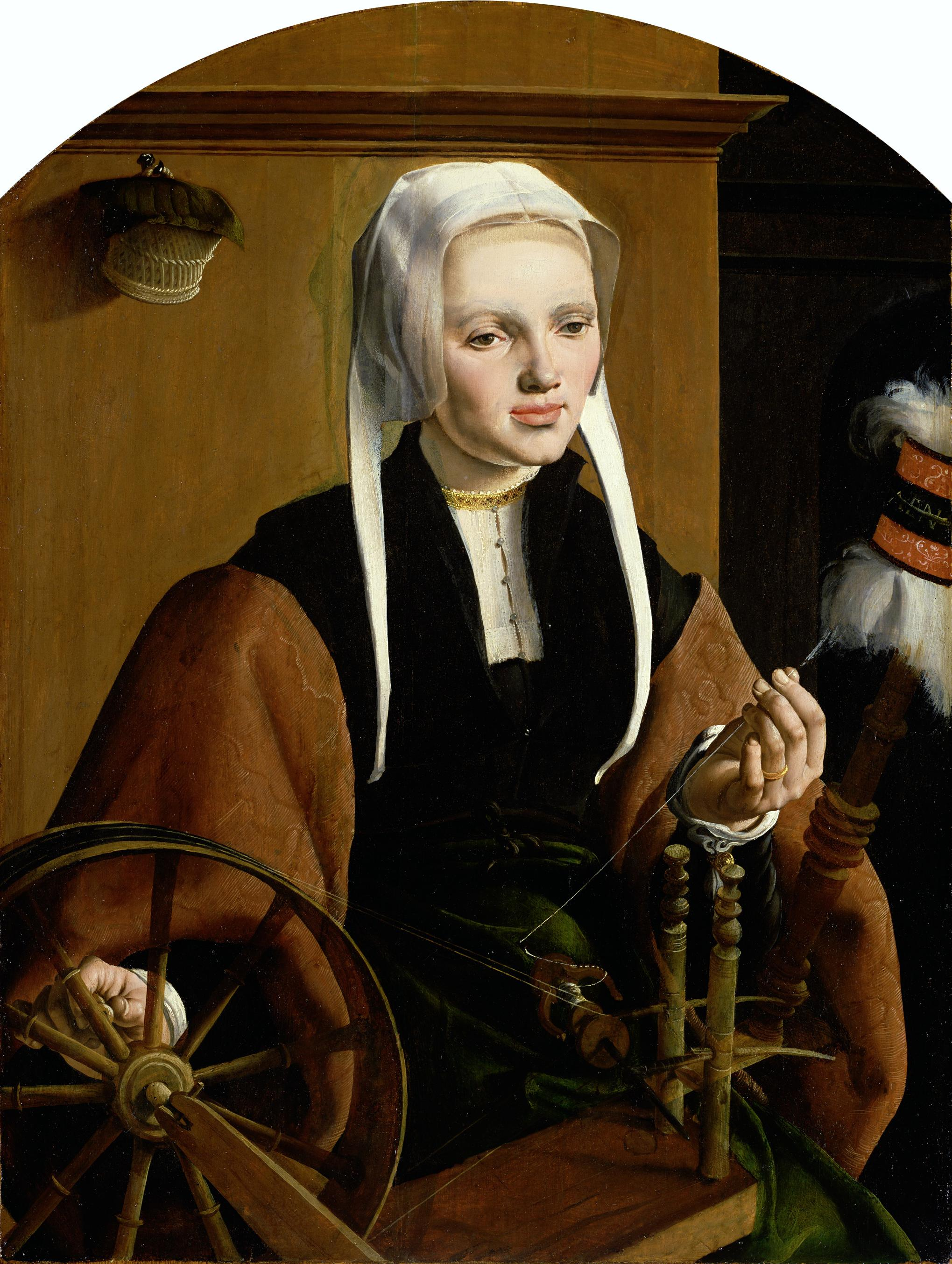
Maarten van Heemskerck, Ritratto di Anna Codde, 1529, Museo Boijmans Van Beuningen, Rotterdam

I dipinti con immagini di vita domestica diventarono molto frequenti specialmente dopo il trattato di Münster del 1648. Secondo Simon Schama, la cultura olandese del XVII secolo viveva profondamente il conflitto tra casa e mondo: la casa è il sancta sanctorum dei valori autentici, il rifugio contro le incursioni del mercato. E così, anche i lavori d'ago, da sempre considerati una occupazione femminile, diventavano anch'essi mezzo di elevazione morale contro la dissoluzione dei costumi. Maarten van Heemskerck, ad esempio, nel Ritratto di Anna Codde utilizzò la conocchia per caratterizzare la rappresentazione di una costumata signora, secondo quel passo dei Proverbi di Salomone, tanto spesso citato nei trattati sulla santità del matrimonio fino agli inizi dell'era moderna: la donna virtuosa «si procura lana e lino, stende la sua mano alla conocchia e gira il fuso con le dita».
Il dipinto apparve per la prima volta all'asta Dissius nel 1696 ad Amsterdam, anche se primo proprietario è ritenuto Pieter Van Ruijven, da cui Dissius lo ereditò. Passò poi a vari proprietari olandesi; alla fine divenne parte della collezione di Dirk Vis Blokhuyzen, che alla sua morte lasciò dipinti, disegni e libri alla città di Rotterdam, in cambio di una somma di denaro per gli eredi. Il Museo Boijmans non riuscì tuttavia a mettere insieme la somma necessaria all'acquisto della collezione, che fu pertanto messa all'asta a Parigi nel 1870; il dipinto fu acquistato dal collezionista Eugène Feral, e due mesi dopo ceduta al Louvre, con un profitto di circa 2.000 franchi. È stato il primo lavoro di Vermeer acquisito da una collezione pubblica francese.
La data di creazione è incerta, alcune fonti dicono 1644, 1664 o 1669. Attualmente le stime più accreditate indicano il 1669 e anche il 1670: si tratta, in ogni caso, di un lavoro maturo dell'autore.

### Passaggi di proprietà

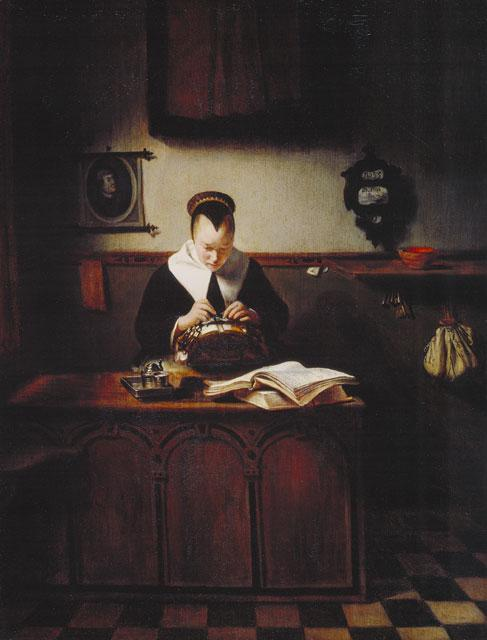
Nicolaes Maes, la Merlettaia, 1655, National Gallery of Canada, Ottawa

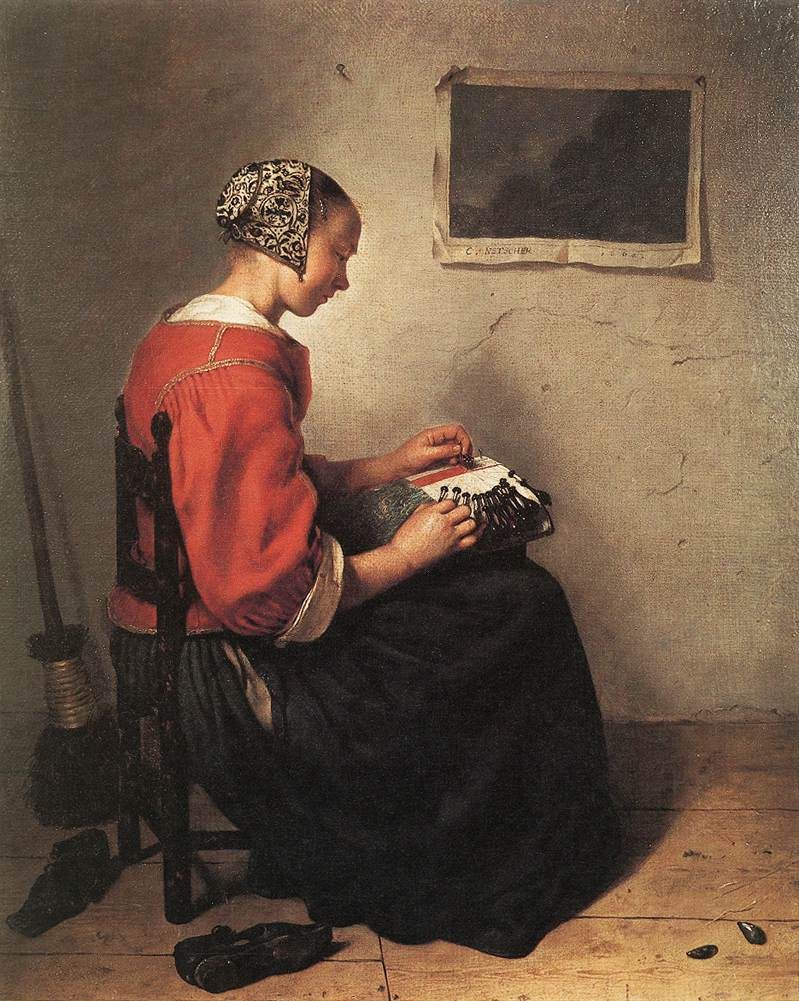
Caspar Netscher, la Merlettaia, 1662, Wallace Collection, Londra

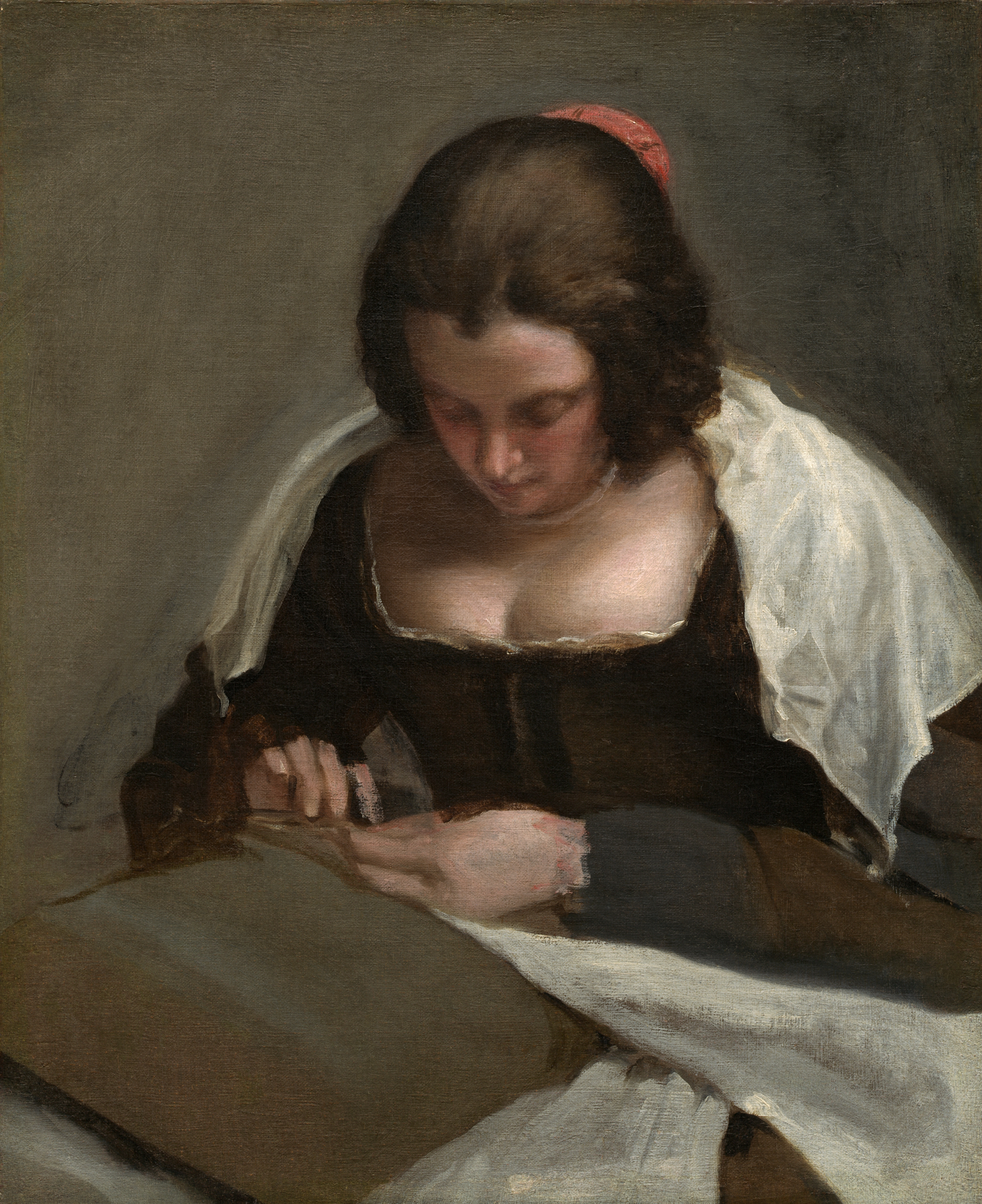
Diego Velázquez, Donna che cuce, 1650 circa, National Gallery of Art, Washington

- Pieter Claesz van Ruijven, Delft (1674);
- la sua vedova, Maria de Knuijt, Delft (1681);
- sua figlia, Magdalena van Ruijven, Delft (1682);
- il suo vedovo, Jacob Abrahamsz Dissius (1695);

- vendita Dissius, Amsterdam, 16 maggio 1696, con il n. 12;

- Jacob Crammer Simonsz, Amsterdam (1778);

- vendita Crammer Simonsz, Amsterdam, 25 novembre 1778, con il n. 17 (a Nijman);

- Jan Danser Nijman, Amsterdam (1778-1792);

- vendita Jan Wubbels, Amsterdam, 16 luglio 1792, con il n. 213 (a J. Spaan);
- vendita Hendrik Muilman, Amsterdam, 12 aprile 1813, con il n. 97 (a Coclers);
- vendita A. Lapeyrière, Parigi, 14 aprile 1817, con il n. 50 (a Coclers);
- vendita Anne Willem Carel, L'Aia, 5 settembre 1851, con il n. 40 (a Lamme);

- Dirk Vis Blokhuyzen, Rotterdam (1851-1869);

- vendita Vis Blokhuyzen, Parigi, 1º aprile 1870, no. 40 (a Gauchez);

- Léon Gauchez, Parigi, 1870;
- Eugène Féral, Parigi, venduto nel 1870 al Louvre;
- acquistato dal Museo del Louvre, Parigi (inv. M.I. 1448).

## Descrizione
La tela è riportata, dal 1778, su un pannello di quercia che misura 23,9 per 20,5 centimetri; è il più piccolo dei dipinti di Vermeer e ha la preziosità di una miniatura. Raffigura una persona qualsiasi nel privato delle proprie mansioni quotidiane: una giovinetta intenta a ricamare, curva sul suo lavoro. Le figure femminili di Vermeer sono in genere rappresentate in un impegno intellettuale: donne che suonano, scrivono o leggono sottolineano l'ideale nascente della donna colta. Solo in due casi, questo e la Lattaia ha dipinto donne impegnate in lavori manuali: scorci di isolata intimità domestica dove l'autore osserva acutamente gli oggetti di tutti i giorni e li dipinge in diverse combinazioni, mostrando le sue figure femminili colte in un momento intimo, isolate, in un mondo estraneo allo spettatore, avvolto in un terso bagliore di calma e di silenzio.
Lo sguardo della donna è, in questo caso, concentrato sul lavoro, mentre con le mani muove abilmente bobine, aghi e fili: il tema della merlettaia è comune nella letteratura e nella pittura olandese, come rappresentazione delle virtù domestiche femminili. Esempi si possono ammirare nelle tele di Caspar Netscher e di Nicolaes Maes. La rappresentazione moraleggiante delle virtù è rafforzata dal piccolo libro rilegato in pergamena sul tavolo, chiuso da nastri scuri: anche se il libro non ha alcuna caratteristica individuabile, quasi certamente si tratta di un libro di preghiere o di una piccola Bibbia.
L'ambientazione è ridotta al minimo: la visione è in primo piano, il taglio che l'artista dà alla scena è molto informale: lo spigolo di un tavolo, un cuscino da ricamo, fili rossi e bianchi, uno sfondo incolore. La donna, che non è la moglie di Vermeer come è stato in passato sostenuto, di sicuro è una signora della borghesia di Delft e non porta abiti da lavoro, ma un abito di raso giallo con un colletto di pizzo. La ragazza rappresentata trova dei punti di contatto con il personaggio della Donna che scrive una lettera alla presenza della domestica, e con quella della Suonatrice di chitarra.

### I volti di Vermeer
Sebbene i volti di Vermeer siano dipinti con grande maestria possono sembrare di fattura inferiore se raffrontati con quelli dipinti dai suoi conterranei contemporanei. Si prenda, per esempio la Tessitrice di Ter Borch: anche qui l'attenzione della donna è completamente assorbita dal lavoro che sta svolgendo, tuttavia resta pur sempre una persona, con tutto il calore e la dignità che questo comporta: i sentimenti della donna e l'arte di rappresentarli sono egualmente valori primari per il pittore.
Nella Merlettaia, d'altra parte, l'arte dell'autore porta abilmente il nostro occhio ad esplorare a poco a poco la composizione di cui il volto della ragazza è parte. Siamo così guidati magistralmente dalle pennellate del pittore a sentire il ritmo della composizione: la direzione dello sguardo, l'allineamento delle dita con i fili ci indirizzano verso un punto focale che non è il viso della protagonista, ma il merletto, il lavoro, qualcosa che va oltre l'individualità della persona rappresentata. La ragazza è visibile ma, in ultima analisi, immateriale.

## Stile

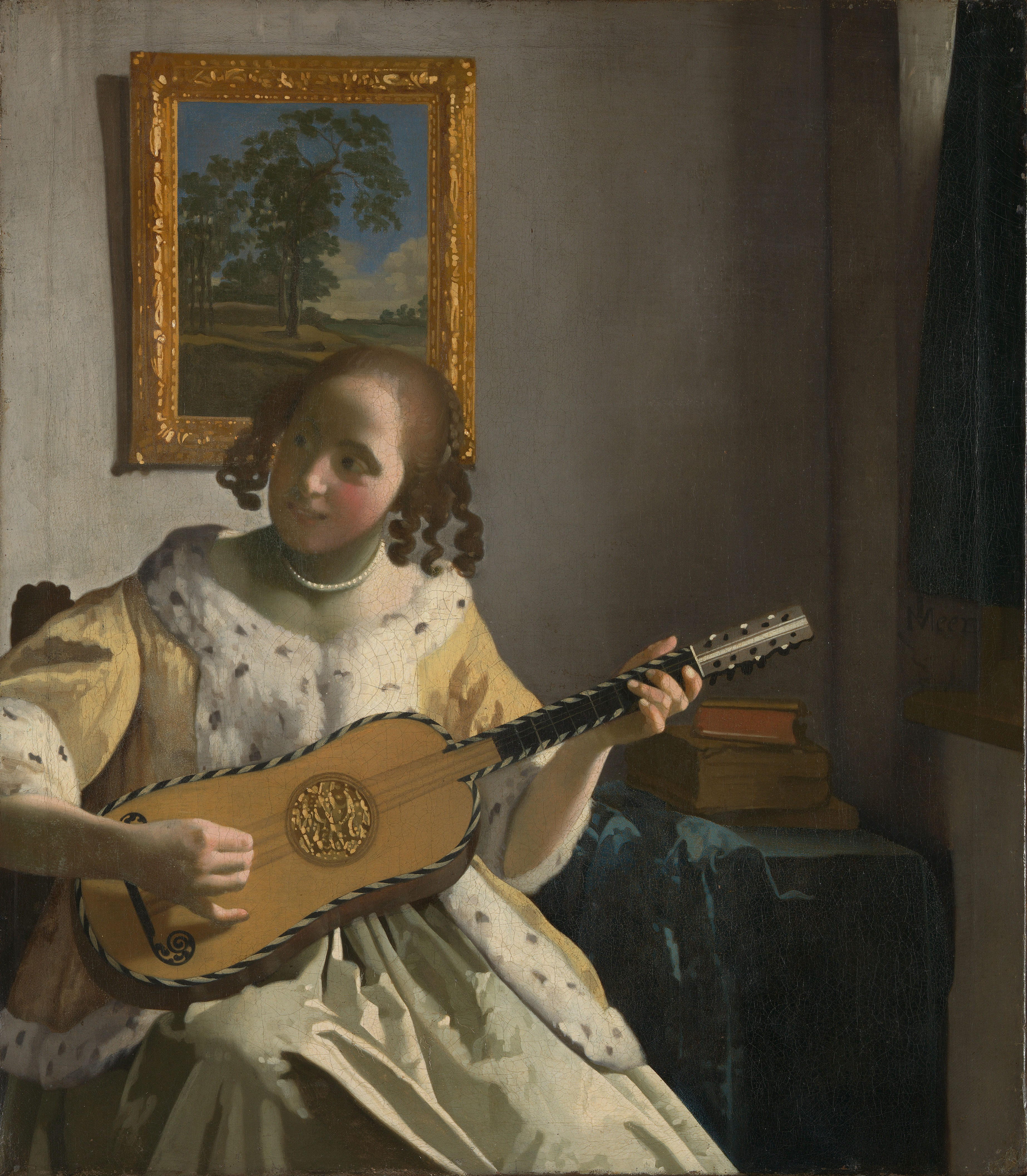
Jan Vermeer, Suonatrice di chitarra, Kenwood House, Londra

Vermeer suggerisce la concentrazione totale della merlettaia sul suo lavoro grazie alla postura scomoda e al giallo limone dei suoi vestiti – colore attivo e psicologicamente intenso; anche i capelli riflettono lo stato fisico e mentale. Infine, la luce illumina la fronte e le dita a sottolineare la precisione e la chiarezza di visione necessaria per l'arte del merletto: i capelli e le mani sono inondati di luce che, a differenza della maggior parte delle opere di Vermeer, entra da destra, non da sinistra.
Si tratta di un chiaro esempio dell'utilizzo dei principi dell'ottica nella realizzazione di un dipinto. Vermeer creò morbide modulazioni di luce e colore con una procedura ben collaudata: gli oggetti in primo piano, quali il groviglio di fili rossi e le nappe del cuscino, sono sfocati con effetti dal pointillé, come gli aghi e lo stesso merletto. Infine lo sfondo bianco e grigio anonimo, una macchia indefinita, mentre il piano medio, con la ragazza e i fili su cui sta lavorando, sono perfettamente a fuoco. Ciò dà l'effetto di scansione dei piani e di diversa profondità di campo, che l'artista osservò aiutandosi probabilmente strumenti ottici in voga in quel periodo, come il telescopio ribaltato. Lo stesso discorso vale per la Suonatrice di chitarra, di poco posteriore.
La posizione centrale della figura, accanto alle piccole dimensioni del quadro, rafforzano la sensazione di intimità. Tuttavia, nonostante questo senso di vicinanza, l'universo della ragazza rimane ineluttabilmente lontano da noi, al di là del tavolo e del telaio che senza rimedio ce lo vietano. La concentrazione del modello e il gioco di colori sullo sfondo grigio rende questa tela uno dei capolavori di Vermeer.

## Influenza
Il dipinto è stato particolarmente apprezzato dagli impressionisti, sempre alla ricerca della luce che crea il colore. Così, Renoir ha ritenuto che questo capolavoro fosse l'immagine più bella del mondo, insieme all'Imbarco per Citera di Antoine Watteau (1717), anch'esso al Louvre. Anche Van Gogh è stato affascinato dal colore di questo dipinto e, in una lettera a Émile Bernard, nel 1888, ha evidenziato la bellezza del suo «giallo limone, azzurro e grigio perla».

### LaMerlettaiae Salvador Dalí

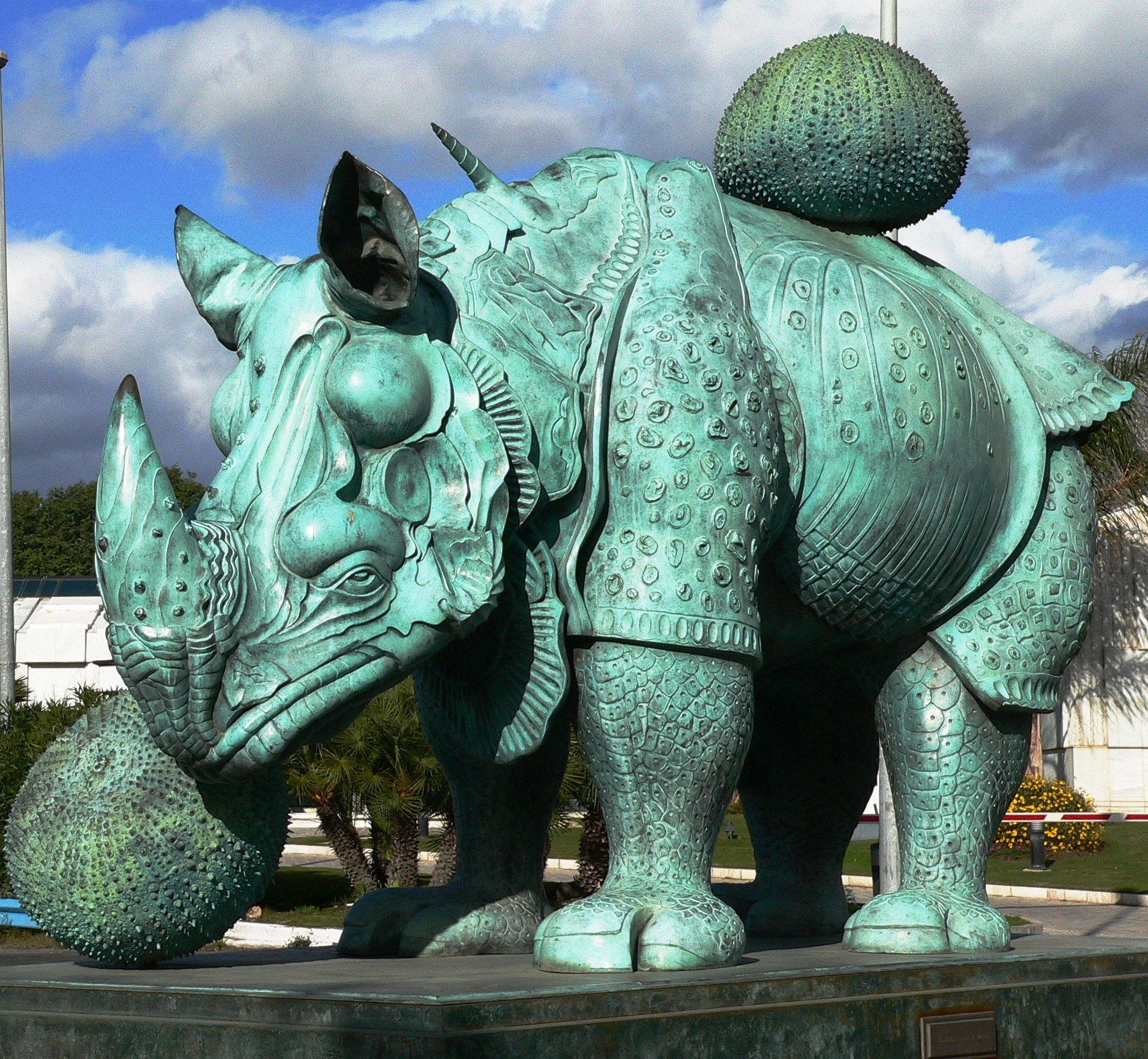
Salvador Dalí, Rinoceronte vestito di pizzo, 1955, Puerto José Banús, Marbella

Il pittore surrealista Salvador Dalí ha scritto: «La prima volta che ho visto una foto della Merlettaia di Vermeer e un rinoceronte una accanto all'altra, mi sono reso conto che in caso di battaglia, la Merlettaia avrebbe vinto, perché la Merlettaia è morfologicamente un corno di rinoceronte». Com'è noto, uno degli obiettivi programmatici di Dalí era il «salvataggio» della pittura moderna attraverso l'ossessiva esaltazione dei vecchi maestri, che portò non solo alla reazione dei suoi colleghi surrealisti contro di lui nel 1930, ma anche, più tardi, alla sua rigida opposizione alle avanguardie, favorevoli all'astrazione.
Nel corso della storia dell'arte, gli artisti hanno incessantemente tentato di afferrare la forma e di ridurla a volumi geometrici elementari. Leonardo tendeva a produrre ovali, Ingres sfere, e Cézanne cubi e cilindri. Secondo Dalí, tutte le superfici curve del corpo umano hanno la stessa figura geometrica in comune, un cono con la punta arrotondata curva verso il cielo o verso la terra: il corno di rinoceronte. Dopo questa iniziale scoperta, studiò le sue immagini e si rese conto che tutte avrebbero potuto essere riportate a tale forma elementare.
Dalí scoprì anche ciò che egli definiva «rinocentizzazione latente» nelle opere dei grandi maestri, compresa la Merlettaia, di cui aveva conosciuto una copia appesa sulla parete dello studio del padre e che lo aveva ossessionato per un certo numero di anni. Dal 1954 Dalí comincio a lavorare al lungometraggio – rimasto incompiuto dopo otto anni di lavoro – La storia prodigiosa della merlettaia e del rinoceronte, per la regia di Robert Descharnes con Jean-Christophe Averty. Durante le riprese del film, chiese il permesso di entrare al Louvre con i suoi colori e le sue tele per eseguire una copia del quadro di Vermeer, spiegando: «Fino ad oggi, la Merlettaia è sempre stato considerata un personaggio tranquillo, ma per me è posseduta da una violentissima energia estetica, paragonabile solo all'antiprotone scoperto di recente.». Si recò poi nel maggio dello stesso anno, con la copia della Merlettaia allo zoo di Vincennes per dipingerne un pendant con il rinoceronte François; alla fine penetrò la copia della Merlettaia con una zanna di narvalo, anticamente ritenuto l'alicorno del mitico unicorno.
L'anno successivo realizzò la monumentale scultura Rinoceronte vestito di pizzo di 3,5 tonnellate e, nel corso di una tumultuosa conferenza alla Sorbona il 17 dicembre 1955, tentò un'interpretazione della pittura di Vermeer a partire dalla perfezione del corno di rinoceronte – spirale piana logaritmica – alla base dell'arte e della vita sulla Terra. Di queste teorie «corpuscolari-rinocerontiche» discuterà in seguito anche con Matila Ghyka, esperto di geometria della University of Southern California.

## Bibliografia

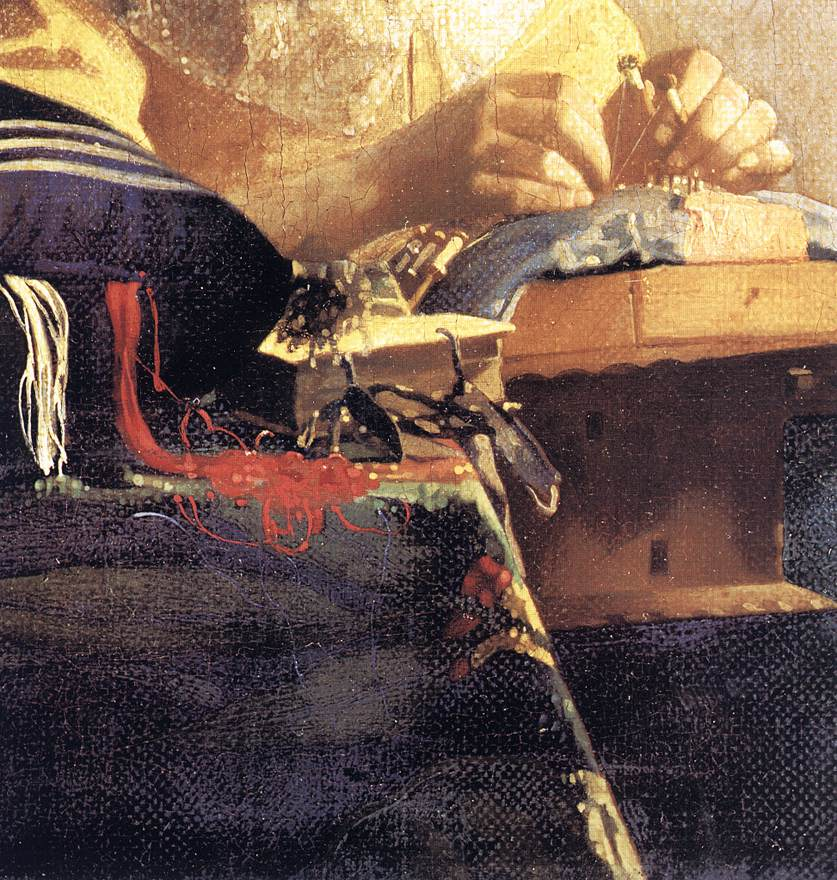
Dettaglio